# Кулаков Володимир Пилипович
Володимир Пилипович Кулако́в (нар. 3 серпня 1923, Київ) — український співак, театральний діяч, заслужений діяч мистецтв УРСР з 1972 року.

## Біографія
Народився 3 серпня 1923 року в Києві. 1955 року закінчив Київський університет, 1959-го — Полтавське музичне училище. У 1962—1972 і 1978—1983 роках працював художнім керівником Укрконцерту, з 1983 року — соліст-вокаліст цього колективу. У 1972—1978 роках — директор Київського театру опери та балету.

## Репертуар
В репертуарі цикли літературно-музичних програм:
- «Повернення романсу»;
- «Я встретил Вас…»;
- «Нам співала в землянці гармонь».